# Diablo Huma

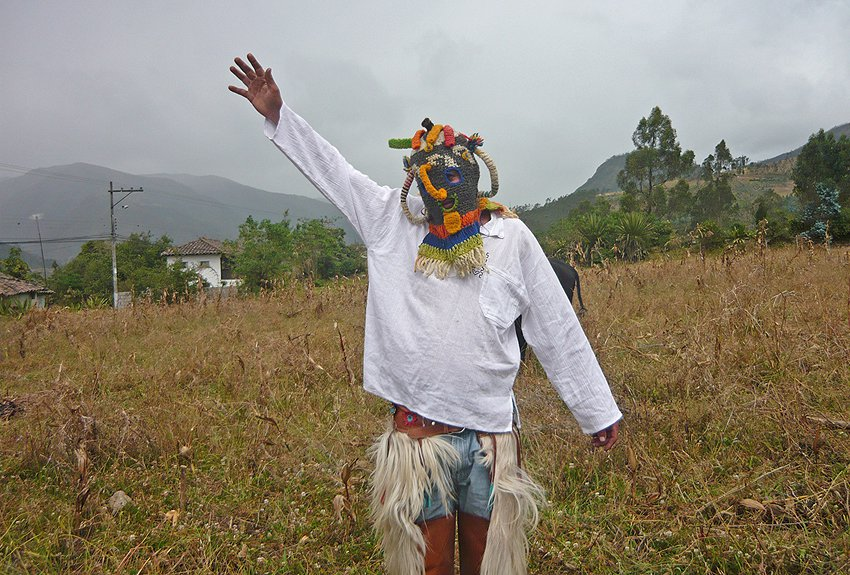
Persona con una máscara de Diablo Huma

Diablo Huma, o en idioma caranqui K-Ay , significa "espíritu del agua". Hace referencia a dos conceptos: al principio vital energético y al de una persona iniciada. Su origen se encuentra en la mitología caranqui que narra un viaje iniciático. De manera coloquial en Ecuador se lo describe como un ser que se ha bañado tres días en una cascada para pactar con el diablo y adquirir su poder y habilidad en la lucha para los encuentros que deben sostener. Para evitar hacer referencia al "diablo" en la palabra se lo suele llamar aya huma, que significa cabeza de espíritu. Sin embargo, esto cambiaría su significado originario que lo vincula con la mitología cañari y los ritos de iniciación relacionados al culto de Catequil, de donde se origina.

## Historia

### Mito, rito y danza
El Diablo como principio vital energético está relacionado con el principio de sacralidad del agua en los caranquis. Según los estudios de su mitología se ha determinado al PI como el principio filosófico fundamental de la mitología caranqui, que significa agua sacralizada. Este culto que fue compartido por los demás señoríos étnicos en el territorio ecuatorial que basaban sus ritos en el agua, ya sea a través de la adoración del mar en los manteños o en los manantiales a Catequil de los Puruhá, Quitus y Caranquis. Estos ritos se hacían bajo el contexto de la adoración de Catequil y el rito de iniciación del catequillado, o persona que lo lleva a cabo. Si bien existen formalmente siete manantiales oficiales relacionados con Catequil, que recibieron el nombre de Catequilla, esta práctica era realizada en otros lugares también como lagos y cascadas que servían de Porto velomelo
 donde esta deidad se encontraba y con la que el catequillado se conectaba.

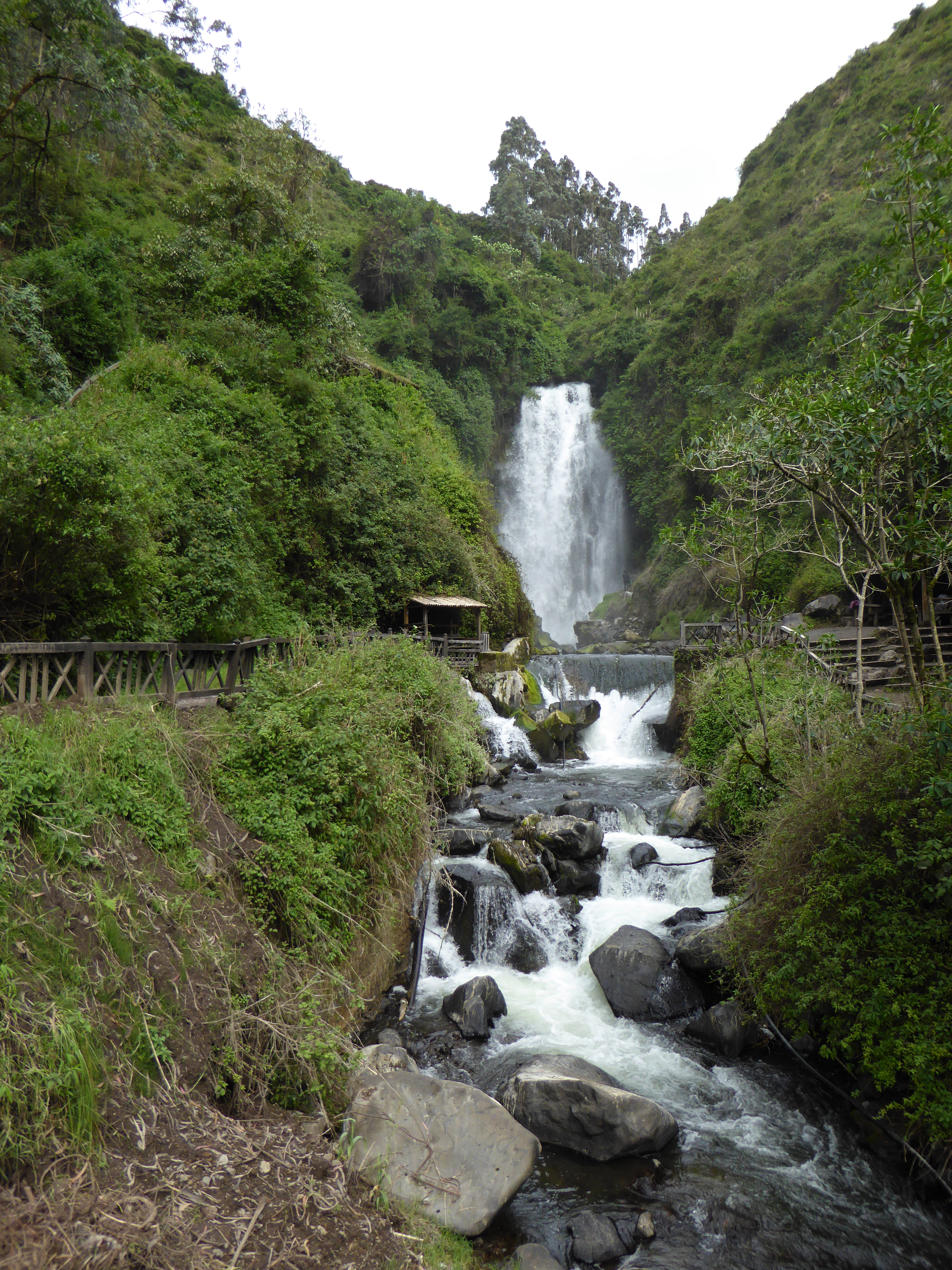
Cascada de Peguche

Uno de los lugares donde esto era común realizar era en la Cascada de Peguche, lugar sagrado para los antiguos caranquis, quienes consideraban a Peguche una deidad y bañarse en sus aguas, una forma de conexión espiritual. El ritual es descrito de la siguiente manera:

El diablo huma, para adquirir este don debe realizar un ritual de iniciación que consiste primeramente en confeccionar una máscara y dos días antes de cualquier evento, debe enterrarla de bajo del agua en las casca das, vertientes, lagos y otros lugares ‘bravos’, para que la energía del lugar, se concentre en la máscara y el día señalado debe purificarse, bañándose en ese lugar y por último ponerse la máscara mojada. La energía de la naturaleza concentrada en la máscara, otorga al hombre un poder y resistencia inagotables. Esta fuerza plasmada en la máscara es tanta, que muchos testigos y protagonistas, afirman que en los encuentros, cuerpo a cuerpo, de dos grupos tradicionalmente rivales, que simbólicamente representan al sol y a la oscuridad del espacio en lucha, los ‘cabellos’ de la máscara se ponen rígidos y erguidos, como si tuvieran vida propia. Además, no son ellos los que pelean sino las fuerzas de la naturaleza.
Persistencias etnoculturales en las fiestas de San Juan de Otavalo

Una vez sucedido el rito de iniciación, esta persona se convertía en líder. Con el pasar del tiempo y a través de la incorporación de este territorio al Imperio Español, esta tradición se fue sincretizando con el catolicismo por lo que empezó a ser relacionando con la fiesta que se celebra por el Apóstol San Juan, lo que lo perpetuó hasta la actualidad. Según el compositor Segundo L. Moreno, en sus estudios musicológicos, los diablo huma cumplían la siguiente función:

Los diablitos sirven como de guardia de honor a los danzantes y bailan a su contorno formando un amplio círculo, como para resguardarlos de la curiosidad e impertinencia de los muchachos. Están vestidos como - payasos, con máscaras grotescas y peluca de fibra de cabuya; visten uno como chaquet blanco, adornado de espejos, oropeles, perlas falsas, etc.; pantalones colorados muy ceñidos, con adornos de encajes. Al salir disfrazados de tales durante doce años consecutivos en la fiesta del Santo Patrono, tienen conquistada la gloria eterna en la otra vida.
Segundo L. Moreno

## Actualidad

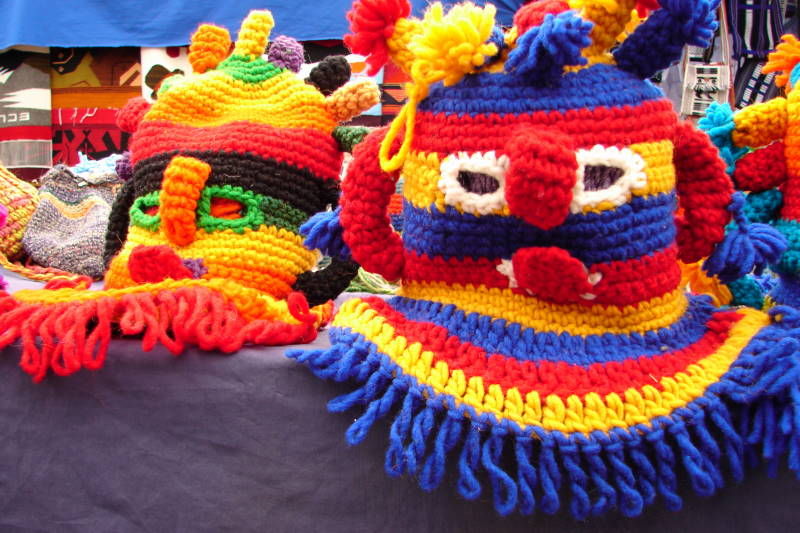
Venta de máscaras de diablo huma en Otavalo

En la actualidad, el Diablo Uma es un danzante tradicional que forma parte de las fiestas y su popularidad lo ha difundido a otros lugares por lo que se usa su símbolo en distintos contextos, como una forma de representar el folclor de Ecuador, la conexión con la naturaleza, la línea equinoccial, por tener dos caras que están hechas para nunca dar la espalda al sol. La simbología del sol y su relación con la línea ecuatorial es muy común en este país, donde es usual ver representaciones tanto de manera informal como en emblemas estatales de la estrella de ocho puntas que representa "el sol recto" que cae sobre el Ecuador. La vestimenta que se usa para representarlo es una camisa de algodón de manga larga ya sea de color blanco o negro bordada a mano con motivos de iconografía andina, además de un pantalón de tela jean cubierto con un zamarro; generalmente calza botas de cuero. La prenda más distintiva del personaje es la máscara de doble cara. Según las tradiciones orales, cada rostro representa una de las etapas del día: diurna y nocturna. La máscara posee 12 cuernos, que simbolizan los meses del año.